# Tour do Cáucaso
O Tour do Cáucaso (oficialmente:Tour of Kavkaz) é uma competição ciclista russa por etapas que se disputa ao redor da região do Cáucaso. Desde 2014 faz parte do UCI Europe Tour, em categoria 2.2. (última categoria do profissionalismo).

## Palmarés
| Ano  | Vencedor         | Segundo       | Terceiro        |
| ---- | ---------------- | ------------- | --------------- |
| 2014 | Serguei Firsanov | Sergey Belykh | Kirill Sinitsyn |

## Palmarés por países
| País   | Vitórias |
| ------ | -------- |
| Rússia | 1        |